# Ficus podocarpifolia
Ficus podocarpifolia är en mullbärsväxtart som beskrevs av Edred John Henry Corner. Ficus podocarpifolia ingår i släktet fikonsläktet, och familjen mullbärsväxter. Inga underarter finns listade i Catalogue of Life.